# Protesten in de Westelijke Sahara
De protesten in de Westelijke Sahara begonnen op 25 februari 2011 als reactie op het falen van de politie om anti-Sahrawi plunderingen in de stad Dakhla te voorkomen. De protesten zijn verspreid over het hele West-Saharaanse grondgebied. Ze hadden betrekking op het Gdeim Izik, een protestkamp in de Westelijke Sahara die zich de vorige herfst vestigde. Het protestkamp had geleid tot geweld tussen Sahrawi-activisten en de Marokkaanse veiligheidstroepen met hun aanhangers.
De protesten lieten zich ook ogenschijnlijk inspireren door de Arabische Lente met de succesvolle opstanden in Tunesië en Egypte. Hoewel, volgens sommige commentatoren, de Arabische Lente juist de Westelijke Sahara had willen bereiken.
Hoewel de internationale media van de Westelijke Sahara niet op zijn best is, werden er na mei 2011 geen significante protesten gemeld.

## Tijdlijn

### Rellen in Dakhla
Op 25 februari 2011 werden in Dakhla, de tweede grootste stad van de Westelijke Sahara, demonstraties gemeld. De onrust begon laat die avond na het "Sea & Desert" muziekfestival. De opstand brak pas echt los toen volgens de Sahrawi honderden Marokkaanse jongeren gewapend met stokken, zwaarden, en molotovcocktails aanvielen, huizen van de Sahrawi plunderden en auto’s in brand staken. De Sahrawi is een inlandse bevolkingsgroep.
De volgende dag verzamelden honderden demonstranten zich in het centrum van de stad. Ze protesteerden tegen de politie die de vorige nacht niets ondernam. Zij vielen overheidsgebouwen, banken en winkels aan met stenen en met gasflessen. De politie greep niet in. Het muziekfestival werd vervolgens opgeschort. In de nacht erop begonnen de rellen opnieuw. Dit keer zonder aanwezigheid van de politie. Op vrijdag werd de politie ingezet om nieuwe protesten te voorkomen.
Volgens burgemeester Hamid Shabar probeerden anti-separatistische groeperingen van de opstand te profiteren en vroegen om de vredige sfeer die dit gebied heeft verstoord terug te herstellen. Het Officiële Marokkaanse Persbureau (MAP) meldde dat twee burgers opzettelijk werden overreden en dat 14 mensen gewond raakten.
Volgens een verslaggever van Radio France Internationale werden minstens 100 mensen gewond. Velen waren bang om naar het ziekenhuis te gaan voor een behandeling.

### Bezetting door El Aaiún
Op 2 maart maakte een groep van ongeveer 500 mensen bestaande uit: oude werknemers van Bu Craa, vissers, studenten uit het beroepsonderwijs, afgestudeerden, de leden van de dialoog commissie van de Gdeim Izik kamp en families van politieke gevangenen, voor het Ministerie in El Aaiún van mijnbouw en energie. Ze vroegen om de vrijlating van alle politieke gevangenen. De Marokkaanse veiligheidsdiensten kwam toen tussenbeide. Volgens de Polisario raakten tussen de 13 en 68 mensen gewond tijdens de interventie van de politie.
Op 8 april hielden families van politieke gevangenen een nieuw protestactie in een poging om de aandacht te vestigen op de vermeende slechte behandeling van Sahrawi gevangenen. Ze deden beroep op de autoriteiten om de gevangenen vrij te laten. De groep voerde ook andere demonstraties aan. De politie en inlichtingendiensten hielden nauwlettend de demonstranten in de gaten. De demonstranten waren geweldloos en braken geen ernstige conflicten uit.
Later in de maand april werden vreedzame protesten in El Aaiún georganiseerd. Die vonden plaats op maandag, woensdag en vrijdag. Daar bezetten werkloze afgestudeerden de Marokkaanse ministerie van Arbeid. Op 20 april begonnen protesten uit solidariteit met de activisten van El Aaiún en werd er in verschillende andere steden in de Westelijke Sahara een demonstratie gehouden.

### Mei 2011
Saharaanse jongen hadden de gebouwen van de Marokkaanse politie bezet. Dit bericht werd verspreid op 19 mei 2011. 30 demonstranten raakten door de veiligheidsagenten gewond. Een handvol activisten in Essmara begonnen met een hongerstaking om te protesteren tegen de opschorting van hun lonen. Dit gebeurde in de vluchtelingenkampen in de Algerijnse Sahara.
Er werden ook protesten in Guelmim en Assa, in het zuiden van Marokko, gehouden. De protesten kwamen er door de dood en de arrestatie van een aantal Sahrawi activisten.

## Aansluiting op regionale evenementen
Media meldden in februari 2011 dat Saharanen nauw aan het kijken waren naar de Arabische Lente, de golf van pro-democratische en anti-government protesten in heel Noord- Afrika en het Midden-Oosten. De Arabische lente begon in december 2010 en kende met de val van de Egyptische president Hosni Mubarak zijn hoogtepunt. Sommige Sahrawi riepen uit protestkampen op om de gebeurtenissen van de Egyptische opstand te repliceren. Volgens Afrol News bleek de protestacties in Dakhla een geïsoleerde reactie te zijn op het vermeende geweld van de politie van de avond ervoor. In maart en april verspreidden al meer georganiseerde demonstraties zich naar El Aaiún en eventueel ook over het gehele grondgebied.
De veiligheidsdiensten meldden in april dat de Arabische lente niet veel effect te hebben gehad in de Westelijke Sahara. De internationale gemeenschap reageerde niet sterk genoeg op Sahrawi protesten in 2011. De Marokkaanse veiligheidstroepen claimden begin 2011 de ambtenaren en de voorzitter van de gedeeltelijk erkende Arabische Democratische Republiek Sahara Mohamed Abdelaziz verklaarde: "Net als onze broeders en zusters in Tunesië, Egypte, Libië en Bahrein willen de Sahrawi gewoon een verkiezing om hun eigen toekomst vrij te mogen beslissen."